# 肖伟
肖伟（1959年—），山东昌乐人，汉族，中华人民共和国政治人物、全国人民代表大会江苏地区代表。
毕业于南京中医药大学中药学专业，加入中国共产党，现任康缘药业董事长。2008年起担任全国人大代表。2013年，被选为全国人大代表。2018年2月24日，当选为第十三届全国人大代表。